# アブドッラ・モバヘッド
アブドッラ・モバヘッド・アルダビリ (ペルシア語:  عبدالله موحد اردبیلی、ラテン表記:Abdollah Movahed、1940年3月20日 - ) は、イランのレスリング選手。メキシコシティオリンピックレスリングフリースタイル70キロ級の金メダリスト。世界選手権5度優勝。2004年に国際レスリング連盟の殿堂入りに選出された。マーザンダラーン州バーボルサル出身。

## 実績
- オリンピック
  - 1968年 メキシコシティ　金メダル
- 世界選手権
  - 優勝　1965年
  - 優勝　1966年
  - 優勝　1967年
  - 優勝　1969年
  - 優勝　1970年
- アジア競技大会
  - 優勝　1966年
  - 優勝　1970年